# Higglystadt Helden
Higglystadt Helden (im Original Higglytown Heroes) ist eine US-amerikanische Zeichentrickserie der Walt Disney Company. Sowohl in den USA als auch in Deutschland läuft sie auf dem Disney Channel. Im Free-TV war sie eine Zeit lang auf Super RTL zu sehen.

## Konzept
Hauptfiguren der Serie sind die vier Kinder Eubie, Wayne, Twinkle, Kip sowie das Eichhörnchen Fran. In jeder Folge erleben die fünf Freunde Abenteuer, in deren Verlauf sie auf die Hilfe von Erwachsenen angewiesen sind – den „Higglystadthelden“. Beispielsweise sind das die Zahnärztin, die Polizeibeamtin oder der Busfahrer. Alle Charaktere in der Serie sind animierte Matroschkas.
Ziel der Serie ist es, die Bedeutung der einzelnen Berufe für die Gemeinschaft darzustellen.

## Sprecher
Die Sprecher der Hauptcharaktere im Original sind:
| Rolle   | Englischer Synchronsprecher | Deutscher Synchronsprecher |
| ------- | --------------------------- | -------------------------- |
| Wayne   | Frankie Ryan Manriquez      |                            |
| Eubie   | Taylor Masamitsu            |                            |
| Twinkle | Liliana Mumy                | Sabine Bohlmann            |
| Kip     | Rory Thost                  | Jan Makino                 |
| Fran    | Edie McClurg                | Katharina Lopinski         |

Die verschiedenen „Helden“ werden im Original häufig von bekannten Schauspielern oder anderen Prominenten gesprochen, unter ihnen Nicole Parker,  Debra Wilson, Mo Collins, Lance Bass, Tim Curry, Michael T. Weiss, Kathie Lee Gifford, Anne Heche, Jane Kaczmarek, Ricki Lake, Cyndi Lauper, Kathy Najimy, Katey Sagal, Sharon Stone, Betty White und Henry Winkler sowie die ehemalige Weltranglistenerste im Tennis, Serena Williams.

## Musik
Das Titellied „Here in Higglytown“ wird von der Band They Might Be Giants gesungen.

## Auszeichnungen
2006 gewann „Higglystadt Helden“ den „Genesis Award“ in der Kategorie „Children’s Programming“ für die Folge „Kip’s Shadow“.
Die Deutsche Film- und Medienbewertung FBW in Wiesbaden verlieh den Episoden Higglystadt Helden – Helden im Einsatz (Vol. 1) / Helden in unserer Stadt (Vol. 2) das Prädikat wertvoll.